# Костьонково
Костьо́нково (рос. Костёнково) — село у складі Новокузнецького району Кемеровської області, Росія. Адміністративний центр Загорського сільського поселення.

## Населення
Населення — 1688 осіб (2010; 1544 у 2002).
Національний склад (станом на 2002 рік):
- росіяни — 94 %